# Трансцендентно
Трансцендентно је у филозофији сазнања, оно што прелази (трансцендује) границе емпиријског искуства и рационалног сазнања. 
Трансцендентно је оно што прелази подручје човекове свести, што је онострано, оносветско, што надилази могућности схватања. У метафизици и теологији, онострани, натприродни, надискуствени свет.